# Joseph Ponniah
Joseph Ponniah (* 12. Oktober 1952 in Thannamunai; † 19. Mai 2025 in Batticaloa) war ein sri-lankischer römisch-katholischer Geistlicher und Bischof von Batticaloa.

## Leben
Joseph Ponniah empfing am 30. April 1980 die Priesterweihe.
Papst Benedikt XVI. ernannte ihn am 19. Februar 2008 zum Titularbischof von Mons in Mauretania und Weihbischof in Trincomalee-Batticaloa. Der Bischof von Trincomalee-Batticaloa, Joseph Kingsley Swampillai, spendete ihm am 24. Mai desselben Jahres die Bischofsweihe; Mitkonsekratoren waren Erzbischof Mario Zenari, Apostolischer Nuntius in Sri Lanka, und Warnakulasurya Wadumestrige Devasritha Valence Mendis, Bischof von Chilaw. 
Am 3. Juli 2012 wurde er mit der Errichtung des Bistums Batticaloa zu dessen erstem Diözesanbischof ernannt. Papst Franziskus nahm am 19. August 2024 das vorzeitige Rücktrittsgesuch von Joseph Ponniah an.